# Tempted
Tempted is een nummer van de Britse band Squeeze uit 1981. Het is de tweede single van hun vierde studioalbum East Side Story.
De leden van Squeeze haalden voor het nummer inspiratie hun ervaringen tijdens een Amerikaanse tour. Ook werden ze beïnvloed door The Temptations. "Tempted" werd geschreven terwijl de band een taxi nam naar Heathrow. Het nummer werd, in tegenstelling tot andere nummers van Squeeze, gezongen door Paul Carrack, op dat moment de toetsenist van de band. Dit op aandringen van Elvis Costello, die de plaat produceerde. Carrack verliet de band alweer na het uitbrengen van het nummer.
Het nummer, dat gaat over een man wiens relatie mislukt is door zijn eigen ontrouw, werd een bescheiden hit in het Verenigd Koninkrijk en Noord-Amerika. In het Verenigd Koninkrijk bereikte het de 41e positie. Hoewel het nummer in het Nederlandse taalgebied geen hitlijsten behaalde, werd het er wel een radiohit.